# Palmvindrinkaren
Palmvindrinkaren (engelska: The Palm-Wine Drinkard and His Dead Palm-Wine Tapster in the Deads' Town) är den nigerianske författaren Amos Tutuolas debutroman. Den gavs ut 1952, och var den första engelskspråkiga romanen från Västafrika som väckte uppmärksamhet i västvärlden. Den översattes till svenska av Karin Alin 1961 och gavs ut på Tidens förlag. En nyupplaga kom ut på Bakhåll 1996.

## Handling
Bokens huvudperson och berättare är en ung man, äldst av åtta syskon, som dag och natt berusar sig på palmvin. Han får av sin far 260 hektar med 560 000 palmer samt en palmvintappare, som tappar 150 kalebasser med vin åt honom varje dag. När palmvintapparen en dag faller ner ur en palm och dör får huvudpersonen inte längre sin dagliga dos palmvin, och bestämmer sig för att resa till de dödas stad för att hämta hem honom.
På vägen dit möter han en mängd märkliga varelser, monster, talande träd och vandrande stenar. Han räddar en flicka som fångats av en rullande dödskalle och gifter sig med henne. Hon föder honom en son genom sin tumme, men sonen är en ondskefull varelse med krafter av stål och tordönsröst, och är för mycket för föräldrarna att stå ut med. De bränner ner sitt hus för att bli av med honom, men han återuppstår ur askan. Till sist lyckas de bli kvitt barnet genom ett ingripande av varelserna Trumma, Sång och Dans.
De båda reser vidare och kommer till ett vitt träd där Trofast-moder härskar. Innan de ger sig in i trädet säljer de sin död för sjuttio pund och hyr ut sin fruktan för fem pund i månaden. I trädet festas det ständigt, och palmvindrinkaren och hans hustru roar sig där inne i ett år och två veckor. De tar tillbaka sin fruktan, men den som köpt deras död vill inte bli av med den, och de får fortsätta sin resa som odödliga.
Paret råkar ut för en mängd andra äventyr innan de slutligen lyckas nå palmvintapparen i de dödas stad. Palmvintapparen kan inte återvända med dem, men han ger palmvindrinkaren ett ägg som magiskt skaffar fram allt man önskar. De återvänder till hemstaden, och avstyr med äggets hjälp en svält i staden. Folket börjar flockas kring palmvindrinkaren, som blir en stor man i staden. En dag går emellertid ägget sönder, och när han lagar det kan det bara framkalla piskor. Han samlar allt folket och låter piskorna gissla dem, och de flyr hals över huvud. Därefter återkallar han piskorna till ägget, som försvinner. Boken slutar med att palmvindrinkaren och folket i staden offrar till himlen för att det ska börja regna, och därefter blir det aldrig svält igen.

## Karakteristiska drag
Palmvindrinkaren är skriven på en säregen och primitiv, ofta ogrammatisk engelska, och hämtar mycket av sitt stoff från yorubafolkets myter och sagor samt från yorubahövdingen Fagunwas berättelser. Det oortodoxa språket och de ibland komiska, ibland mardrömslika händelserna i boken förstärks av berättarens besatthet av siffror. Han rabblar minutiöst upp antal, avstånd, klockslag och mått: bland annat plockas han och hans hustru i en episod upp av en jätte och läggs i en 45 meter bred säck som rymmer 45 personer. I säcken finns förutom paret endast 9 varelser av 91 centimeters längd.

## Mottagande och arv
Palmvindrinkaren hyllades i väst som en högst originell och fantasirik bok; bland annat skrev Dylan Thomas en prisande recension i The Observer, där han bland annat kallade Tutuolas språk för "young English". I Nigeria togs den dock inte alls emot lika väl; Tutuola anklagades för att skriva på en "dålig" engelska, och man menade att bokens handling i för stor utsträckning bestod av ett hopplock av yorubafolkets myter.
Romanen brukar ibland hänföras till den magiska realismen, men har egentligen inte mycket gemensamt med verk av sydamerikanska författare som Gabriel García Márquez eller Juan Rulfo, utan ligger rent kulturellt närmare postkolonialister som Chinua Achebe och Wole Soyinka. Även om Tutuolas yviga stil berömdes som banbrytande fick han få efterföljare och hans författarskap kan därför anses som något av en litterär återvändsgränd.
Han såg sig egentligen inte själv som författare, och även om han gav ut sammanlagt tio böcker är det bara Palmvindrinkaren och efterföljaren Mitt liv i spökenas bush (1954) som vunnit några större framgångar. En författare som ibland sägs vara Tutuolas efterföljare är hans landsman Ben Okri.
1963 satte Kole Ogunmola upp en operaversion av verket på yoruba vid Universitetet i Ibadan.